# Tøstrupgård
Tøstrupgård (på dansk også Tøstrupgaard og Tøstrup gods, på tysk Toestorf) er et gods og en mindre bebyggelse beliggende syd for Tøstrup i det østlige Angel i Sydslesvig. Administrativt hører Tøstrupgård under Ørsbjerg Kommune i Slesvig-Flensborg kreds i den nordtyske delstat Slesvig-Holsten. I kirkelig henseende hører stedet under Tøstrup Sogn. Sognet strakte sig i den danske periode indtil 1864 over både Kappel og Slis Herred (Gottorp Amt, Slesvig).
Tøstrupgård blev oprettet i 1500-tallet som avslgård på bekostning af den nord for gården beliggende sogneby Tøstrup. I 1670 blev Tøstrupgaard ophøjet til hovedgård, men først i 1806 blev den godkendt som selvstændigt gods eller adelsgård i det angelske godsdistrikt. Godset rådede over ejendomme i Tøstrup Sogn (Tøstrup, den nyoprettede kådnersted Tøstrupskov, Hvidkilde, Ørsbjerg), Bøl Sogn (Bøl, Fruerlund), Nørre Brarup Sogn (Arrild, Bynderis, Brarupskov, Flarup, Gangelskjel, Rygge og Skæggerød) samt Sønder Brarup Sogn (Bredbøl, Nødfjeld, Sønder Brarup), dertil kom besiddelser i Husbyskov i Husby Sogn. I 1694 blev Flarup gods selvstændigt. I 1803 blev strøgods langt under enten Flensborg eller Gottorp amter, godsområdet dannede dog fortsat en selvstændig underretsdistrikt. Som følge af patrimonialjurisdiktionens afskaffelse i 1853 kom Tøstrupgård som alle andre godser i Angels godsdistrikt under det nyoprettede Kappel Herred. Den i barokstilen oprettede hovedbygning er fra 1765.
Stednavnet er første gang nævnt 1652. Navnet er afledt af landsbyen Tøstrup, som er første gang dokumenteret 1231. På tysk blev dog stednavnets efterled -up fortysket til -torf. Forleddet henføres til personnavnet Tyge eller Tøsti, en kortform for Torsten, afledt af gudsnavn Tor.